# Morze Filipińskie
Morze Filipińskie – morze otwarte stanowiące część zachodniego Oceanu Spokojnego, położone pomiędzy Archipelagiem Filipińskim i Tajwanem na zachodzie, Japonią na północy, Marianami na wschodzie i Palau na południu.
Morze Filipińskie dzieli się na Basen Filipiński i Basen Zachodniomariański, które rozdziela położony w kierunku południkowym Grzbiet Kiusiu-Palau.
Dwa głębokie rowy znajdują się w zachodniej części Basenu Filipińskiego: Rów Riukiu (ok. 7500 m) i Rów Filipiński (ok. 10 500 m).
W 1944 r. morze to było areną bitwy na Morzu Filipińskim – bitwy morskiej między siłami Japonii i Stanów Zjednoczonych, zakończonej zwycięstwem USA.